# Selección juvenil de rugby de Italia
La selección juvenil de rugby de Italia conocida también por su apelativo Azzurrini es el equipo nacional de rugby regulado por la Federazione Italiana Rugby (FIR).
La edad de sus integrantes varía según la edad máxima permitida del torneo, en los Torneos Seis Naciones M20 son para jugadores de hasta 20 años y los Europeos son para menores de 18 denominándose a la selección Italia M18; para los torneos internacionales Italia M20, en el pasado existieron selecciones de M18, M21, etc.

## Palmarés
- Mundial M19 (1) : 1984
- Mundial M19 División B (1) : 2007[1]
- Trofeo Mundial (2): 2010, 2013
- Europeo M19 (1): 2009

## Participación en copas
| - Francia 2000: 11º puesto - Francia 2003: 11º puesto - Sudáfrica 2004: 12º puesto - Sudáfrica 2005: 3º puesto - EAU 2006: 3º puesto - Irlanda del Norte 2007: Campeón - Sudáfrica 2002: 10º puesto - Inglaterra 2003: 10º puesto - Escocia 2004: 9º puesto - Argentina 2005: 12º puesto (último) - Francia 2006: 11º puesto - Gales 2008: 11º puesto - Japón 2009: 13 puesto - Italia 2011: 11º puesto - Sudáfrica 2012: 12º puesto - Nueva Zelanda 2014: 11º puesto - Italia 2015: 11º puesto - Inglaterra 2016: 11º puesto - Georgia 2017: 8º puesto - Francia 2018: 8º puesto - Argentina 2019: 9º puesto - Italia 2020: Cancelado - Sudáfrica 2023: 11º puesto - Sudáfrica 2024: 10º puesto - Italia 2025: 7º puesto - Georgia 2026: A disputarse - Rusia 2010: Campeón invicto - Chile 2013: Campeón invicto | - Seis Naciones M20 2008: 5º puesto - Seis Naciones M20 2009: 6º puesto (último) - Seis Naciones M20 2010: 6º puesto (último) - Seis Naciones M20 2011: 5º puesto - Seis Naciones M20 2012: 6º puesto (último) - Seis Naciones M20 2013: 6º puesto (último) - Seis Naciones M20 2014: 5º puesto - Seis Naciones M20 2015: 6º puesto (último) - Seis Naciones M20 2016: 6º puesto (último) - Seis Naciones M20 2017: 6º puesto (último) - Seis Naciones M20 2018: 4º puesto - Seis Naciones M20 2019: 5º puesto - Seis Naciones M20 2020: Cancelado - Seis Naciones M20 2021: 5º puesto - Seis Naciones M20 2022: 4º puesto - Seis Naciones M20 2023: 3º puesto - Seis Naciones M20 2024: 4º puesto - Seis Naciones M20 2025: 4º puesto - Italia 2004: 3º puesto - Francia 2005: 4º puesto - Italia 2006: 3º puesto - Francia 2007: 4º puesto - Italia 2008: 4º puesto - Francia 2009: 8º puesto - Italia 2010: 5º puesto - Francia 2011: 6º puesto - España 2012: 7º puesto - Francia 2013: 7º puesto - Polonia 2014: 6º puesto - Francia 2015: 4º puesto - Summer Series M-20 2022: 3º puesto |